# Marcel Langiller
Marcel Langiller (Charenton-le-Pont, Val-de-Marne, 2 de junho de 1908 - Paris, 28 de dezembro de 1980) foi um futebolista francês.
Era um atacante, referido como la caille (a codorniz). Foi revelado como futebolista no Cercle Paris, onde se tornou profissional em 1928, disputando a final da Copa da França. Transferiu-se no mesmo ano para o Excelsior de Roubaix, equipe pela qual vence a Copa da França em 1933, partindo imediatamente para o Red Star Paris, sendo campeão da segunda divisão francesa em 1934. Entre 1935 e 1937 atua no Saint Étienne, para em 1938 voltar e encerrar a carreira no Cercle Athlétique.
Foram 30 partidas pelos bleus com sete gols assinalados, participando da Copa do Mundo de 1930, no Uruguai, jogando todas as as partidas da sua equipe no torneio.

## Anedota
Marcel Langiller participa da partida entre franceses e ingleses em 26 de maio de 1927, em Colombes. Exceto pela derrota por 6 a 0 dos bleues, o que impressiona são os gastos dos jogadores franceses junto a Federação Francesa de Futebol. Por exemplo, Langiller, que residia em Paris, embolsou 450 francos de gastos com transporte, o que equivalia na época uma passagem de ida e volta Paris-Marselha.

## Momento Histórico
Participou do histórico encontro entre França e Inglaterra em 1931, em Colombes, quando a equipe gaulesa bateu pela primeira vez os inventores do futebol com uma convincente vitória por 5 a 2.